# اتوال
اتوال (به انگلیسی: Etwall) یک روستا و محله مدنی در بریتانیا است که در South Derbyshire واقع شده‌است. اتوال ۲٬۹۰۶ نفر جمعیت دارد.